# Schioppo a vento Gilardoni
Lo schioppo a vento Gilardoni,  è un'arma ad aria compressa individuale in dotazione all'esercito imperiale austriaco verso la fine del XVIII secolo. È il primo fucile che sfrutta l'aria compressa ad essere stato utilizzato in operazioni militari.
Prese il nome da Bartolomeo Gilardoni, talvolta scritto anche Girandoni (1729–1799), orologiaio e fabbro di Cortina d'Ampezzo.

## Caratteristiche
L'arma pesava 4,23 kg carica mentre da scarica 4,1 kg. In toto, senza baionetta misurava 1,227 m e la sola canna in acciaio brunito di forma ottagonale misurava 934,06 mm, ed era rigata con 12 solchi che permettevano al proiettile di eseguire una torsione completa prima di uscire dalla canna. Il calcio era fatto in legno di noce, mentre nella parte posteriore c'era il serbatoio dell'aria compressa a circa 200 atmosfere, fatto in lamiera martellata in due parti riunite con undici rivetti e saldate per la tenuta. Il tutto era ricoperto in cuoio. Mirino e tacca erano fissi (non permettevano dunque la regolazione) ed il castello del fucile era costruito in ottone e ottenuto per fusione.
Questo fucile era molto apprezzato poiché non produceva né fumo né troppo rumore, aveva un rinculo piuttosto debole rispetto alle altre armi del tempo e la capacità di sparare anche venti colpi senza mai ricaricare era un vantaggio notevole. Il problema maggiore era che si trattava di un'arma delicata e spesso si rompeva, inoltre non aveva una grande gittata.

## Storia
Fu adottato dall'esercito austroungarico nel 1799, su esplicita richiesta dell'imperatore Francesco II che ordinò al generale Johann Albert von Shroeder di farli sperimentare. In quell'occasione se ne costruirono 274.
In tutto ne vennero prodotti circa 1300 esemplari, alcuni dotati perfino di tre serbatoi ed utilizzati in gran parte contro i turchi ottomani. L'imperatore fece costituire dei reparti speciali dotati di queste armi, che si rivelarono molto efficaci, ma anche molto dispendiose a causa delle lunghe e artigianali fasi di costruzione. L'efficacia è documentata tra l'altro dall'ordine napoleonico di fucilare chiunque fosse stato trovato in possesso di quest'arma.
Probabilmente un esemplare di quest'arma faceva parte dell'equipaggiamento della famosa spedizione di Lewis e Clark.
Il fucile fu rimpiazzato nel 1801 dal fucile Stutzen ad avancarica.
Alcuni esemplari giunti fino a noi sono custoditi ed esposti all'arsenale di Torino ed a Castel Sant'Angelo a Roma.